# Chemin de fer de Hermes à Beaumont
Le Chemin de fer de Hermes à Beaumont (ou « HB ») était une ligne de chemin de fer d'intérêt local à voie métrique du réseau départemental de l'Oise entre les gares d'Hermes-Berthecourt, sur la ligne Creil - Beauvais, et de Persan-Beaumont, intersection de la transversale Pontoise - Creil et de la radiale Ligne Paris - Beauvais, qui fonctionna de 1879 à 1959.

## Géographie
La ligne quittait la vallée du Thérain à la gare d'Hermes - Berthecourt, où circulent toujours les trains de la ligne Creil - Beauvais ; elle grimpe ensuite la cuesta qui sépare le pays de Thelle de la vallée du Thérain, desservant notamment Noailles et Sainte-Geneviève. Elle se poursuit sur le plateau jusqu'aux abords de la gare de Persan - Beaumont, en jonction des lignes Paris - Beauvais - Le Tréport-Mers et Pontoise - Creil, et dans la vallée de l'Oise.
La ligne était longue de 32 km.

## Histoire
Cette ligne, située en grande partie dans le département de l'Oise mais ayant son origine dans le Val-d'Oise (ancienne Seine-et-Oise) à la gare de Persan - Beaumont, fut concédée à la Compagnie du chemin de fer de Hermes à Beaumont par décrets du 14 juillet 1877, , la compagnie ayant déposé ses statuts le 16 décembre 1875 auprès d'un notaire de Neuilly-en-Thelle, principal bourg desservi par la ligne, siège administratif de la compagnie et dépôt de la ligne.
C'est l'une des premières lignes de chemin de fer secondaire réalisées en France à voie métrique, sous le régime des voies ferrées d'intérêt local sous le régime de la loi du 12 juillet 1865.
Le premier avant-projet de la ligne date du 5 mai 1866 et celui finalement retenu, étudié par l'ingénieur de la Compagnie des chemins de fer du Nord Albert Sartiaux, a été approuvé du 19 juillet 1875
La ligne fut mise en service par étape :
- le 22 septembre 1879 fut inauguré le tronçon de Beaumont à Ercuis (11 km);
- le 1er décembre 1879 entre Ercuis et Ully-Saint-Georges (6 km) ;
- le 9 mai 1880 entre Ully-Saint-Georges et Hermes (15 km).

En 1913, la ligne transporta 201 096 voyageurs, mais, sans doute compte tenu de l'incidence du début de la Première Guerre mondiale, seulement 144 661 voyageurs en 1914. Le trafic voyageurs se répartit en 0,7 % de billets de 1re classe, 6,5 % en 2de classe et l'immense majorité, 92,8 % en 3e classe
Le 1er juillet 1919, la Compagnie du chemin de fer d'Hermes à Beaumont est incorporée à la Compagnie générale de voies ferrées d'intérêt local, dite CGL ou CGVFIL, ainsi que, à la même époque, l'ensemble des lignes du réseau départemental de l'Oise à voie métrique.
Cette société, créée en 1919 par la Compagnie du Chemin de fer d'Anzin à Calais, géra également de nombreux réseaux du nord de la France, dont notamment la ligne Aire-sur-la-Lys - Berck-Plage (Pas-de-Calais), ou le Refoulons en Seine-et-Oise (à voie normale).
Comme tous les chemins de fer secondaires, la compagnie dut augmenter ses tarifs après la Première Guerre mondiale, ce qui lui permit de maintenir des résultats positifs jusqu'aux années 1930, malgré une concurrence croissante des transports routiers. C'est ainsi qu'en février 1918, les tarifs sont augmentés de 10 %, afin de tenir compte d'une augmentation comparable des salaires, au titre d'indemnité de vie chère.
Afin d'améliorer la qualité de l'offre de transport, offrir une amélioration des temps de parcours et réduire ses coûts de fonctionnement, la compagnie acquit en 1936 deux autorails, qui assurèrent le trafic voyageur, la traction vapeur ne restant utilisée que pour les trains de marchandises.
Néanmoins, à partir des années 1930, la ligne devint gravement déficitaire, amenant le Conseil général à envisager son rachat à la société concessionnaire, et le remplacement du service ferroviaire par des autocars. En 1934 fut étudié un plan d'économie fondé sur trois hypothèses alternatives :
- la limitation du service ferroviaire de Beaumont à Ercuis (11 km), avec exploitation par autocars de Ercuis à Hermes
- la limitation du service ferroviaire de Beaumont à Ully-Saint-Georges (17 km), et transport par cars de d'Ully à Hermes
- soit enfin la suppression totale du service ferroviaire et son remplacement par un service routier de Beaumont à Hermes.

La Seconde Guerre mondiale arriva avant qu'une décision ne fut mise en œuvre (si ce n'est fermeture définitive de la station de Fresnoy-Morangles le 18 décembre 1935), et le Conseil général décida de maintenir l'exploitation par rail. Compte tenu des nombreuses privations qu'endurèrent la population et la pénurie généralisée de carburant, qui frappa autant le trafic automobile que le fonctionnement des autorails, la ligne redevint indispensable pour permettre les déplacements et le ravitaillement : une lettre du maire du Mesnil-en-Thelle précisait en 1940, que, sur la trentaine de voitures automobiles de son village dénombrées avant la guerre, il n'en restait plus que deux en service…
Le service ferroviaire fut donc maintenu, avec un service minimum d'un seul train par jour, désormais assuré en traction vapeur, au moyen de deux des locomotives d'origine de la ligne encore en état, et datant de 1879…
À partir de 1943, il arrivait que la ligne soit bombardée par les avions alliés. Le 6 juin 1944, jour du Débarquement, alors que les armées nazies tentaient par tous les moyens de ramener des troupes en Normandie, d'importantes troupes blindées passèrent par la région de Noailles, ce que tentait d'empêcher l'aviation alliée. C'est ainsi qu'elle bombarda un train de voyageurs à Châteaurouge, lieudit situé entre Ully-Saint-Georges et Cauvigny. Si les voyageurs furent sains et saufs, le mécanicien et le chauffeur furent tués, et la locomotive 030T no 3 rendue inutilisable, sa chaudière percée par plusieurs impacts.
La compagnie ne disposait plus alors que d'une seule locomotive à vapeur en service, la 030T no 4.
Après guerre, les autorails reprirent du service, mais la voie comme le matériel étaient à bout de souffle, faute d'entretien et de renouvellements. La compagnie se procure, d'occasion, une nouvelle locomotive à vapeur, construite par Pinguely en 1900, et trois voitures pour les voyageurs de 1912/1913 furent utilisées sur la ligne à partir de 1946, après la fermeture de la ligne Noyon - Guiscard - Lassigny où elles étaient affectées.
Après guerre, le trafic chuta de nouveau et la section Hermes - Ercuis fut fermée le 31 mars 1948, puis, à la suite de nombreuses avaries et faute de matériel, l'exploitation ferroviaire cessa sur le tronçon Beaumont - Ercuis, entraînant la fermeture totale de la ligne, suivi de son déclassement le 1er janvier 1959. Le service fut alors assuré par un service d'autocars, qui cessa dans les années 1960.

## Installations

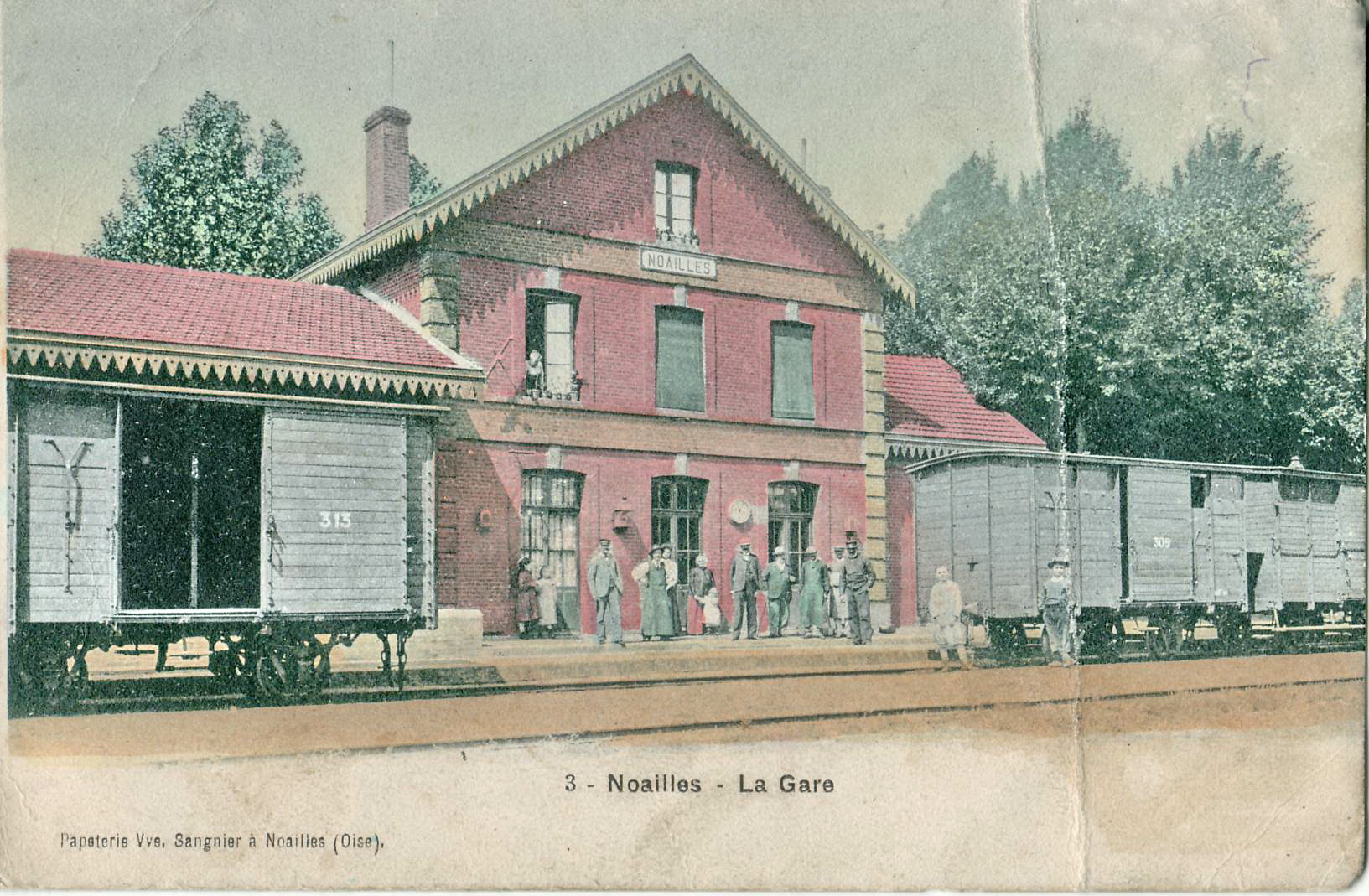
La gare de Noailles, vue de l'intérieur des installations…

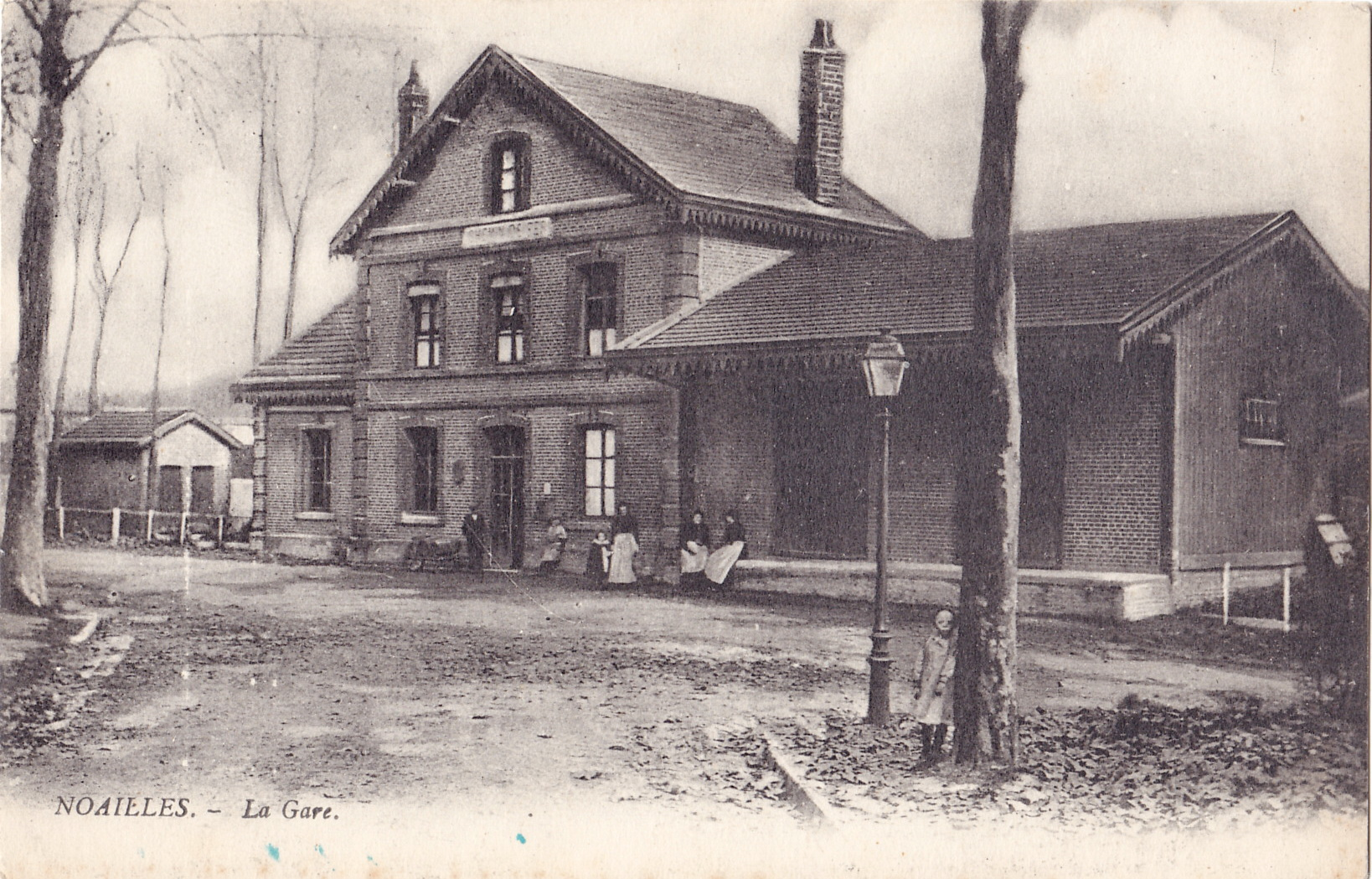
… et depuis la place de la gare

### La voie
Bien que la ligne soit classée voie ferrée d'intérêt local, elle n'était pas établie en accotement des routes, mais bénéficiait sur tout son tracé d'une plate-forme indépendante, pour laquelle l'entreprise chargée des travaux, celle de MM. Martin et Cie, du déplacer 285 000 m3 de déblais.
La voie était établie, à l'origine, en rails de 20 kg/m longs de 8 m. et posés sur 10 traverses par des tire-fonds. Les traverses, en pin des Landes ou en chêne, sont protégées par des injections de créosote et de sulfate de cuivre, avaient 1,70 m. de longueur sur 15 cm de large et 12 de hauteur et étaient posées sur un ballast composé de cailloux et de sable d'une épaisseur de 45 à 50 cm d'épaisseur, provenant de deux ballastières proches de la ligne.
La ligne était à voie unique et les trains pouvaient se croiser dans les gares où des évitements étaient aménagés. Dans ce cas, l'entrevoie était d'au moins 3,80 m.
Les rampes ne dépassaient pas 20 millimètres par mètre en alignement, et les courbes avaient un rayon d'au moins 100 m.
La ligne croisait de nombreuses routes, et 75 passages à niveaux avaient été aménagés, dont 3 seulement dotés de barrières :
- à Berthecourt sur le chemin vicinal no 2
- à Noailles, sur le chemin de grande communication no 137
- à Ercuis sur le chemin vicinal no 1 (rue du Vexin), gardé et commandé depuis la station par un système de câbles et poulies.

### Les gares
Les stations de la ligne sont de trois types, tous construit intégralement en briques rouges. Les gares de Noailles et du Neuilly-en-Thelle bénéficient du bâtiment le plus imposant (type 1). Il comporte deux étages et une cave. Deux annexes sont accolées au bâtiment central : la halle aux marchandises d’un côté et la salle d’attente de l’autre. Si côté cour, on ne trouve qu’une porte et trois fenêtres, côté voie, ce sont quatre portes qui donnent accès aux quais. Un édicule d’aisance complète l’ensemble.
Les autres gares de la ligne ont en général un bâtiment semblable mais moins large (type 2) : seules deux portes donnent accès aux voies, dépourvues de quai. Seules les stations du Mesnil-Saint-Denis, de Fresnoy-Morangles et de Berthecourt sont beaucoup plus modestes : le bâtiment n’a plus qu’un étage sous toit (mais toujours sa cave), le bureau de vente est également la salle d’attente et les toilettes sont adossées sur le pignon du bâtiment. La halle aux marchandises n’a plus qu’une porte.
La ligne avait trois gares équipées de plaques tournantes, à Beaumont, à Neuilly-en-Thelle et à Hermes.
Type : type de bâtiment standardisé, «u» bâtiment à l'architecture unique, «nc.» non concerné dans le cas de bâtiments d'autres compagnies.
| Illustration | Nom                 | Ville (ou lieu-dit) | Type |
| ------------ | ------------------- | ------------------- | ---- |
|              | Hermes              |                     | nc.  |
|              | Berthecourt         |                     | 3    |
|              | Noailles            |                     | 1    |
|              | Sainte-Geneviève    |                     |      |
|              | Cauvigny Novillers  |                     |      |
|              | Ully-Saint-Georges  |                     |      |
|              | Ercuis              |                     |      |
|              | Neuilly-en-Thelle   |                     | 1    |
|              | Fresnoy Morangles   |                     | 3    |
|              | Le Mesnil-en-Thelle |                     | 3    |
|              | Persan-Beaumont     |                     | nc.  |

### Les ouvrages d'art
La ligne avait peu d'ouvrages d'art.
Deux ponts de brique franchissant des routes, à Ully-Saint-Georges et dans le bois d'Epermont près de Noailles, avec une ouverture de 5 mètres, une hauteur sous clé de 4,44 m et une largeur totale de 4 m (le pont d'Ully étant biais par rapport à la voie, avec un angle de 64 degrés), et un pont sur rivière, avec des piles en maçonnerie en briques et un tablier constitué de quatre poutres métalliques,
Par ailleurs, diverses buses en briques de 50 cm, 1 m et 1,50 m étaient ménagées sous la plate-forme pour gérer la circulation des eaux pluviales ou le passage des ruisseaux.

### Le dépôt
Le dépôt de la ligne se trouvait en gare de Neuilly-en-Thelle, parallèlement au bâtiment voyageurs.
Il était doté d'une remise à 3 voies accessible depuis l'aiguillage d'entrée de la gare, côté Hermes, construit en briques et tuiles, avec les soupentes des toits en frises de bois découpé. La voie centrale de la remise se poursuivait en impasse, avec une petite plaque tournante reliée par une voie perpendiculaire à une autre plaque tournante située sur l'une des quatre voies de circulation de la gare.
Un atelier y était aménagé et comprenait un ensemble de machines-outils entrainées par une machine à vapeur fixe, grâce à des trains de poulies. On pouvait y assurer l'entretien et les réparations du matériel de la ligne.

### Les embranchements particuliers
La ligne avait été créée notamment pour permettre la desserte des entreprises situées dans les bourgs et villages du tracé.
C'est pourquoi divers embranchements particuliers ont été réalisés, permettant la livraison de wagons complets directement dans les installations de l'entreprise bénéficiaire :
- Au Mesnil-en-Thelle, La Sucrerie de Saint-Leu' obtint un embranchement particulier le 21 juillet 1879 pour desservir sa raperie, située au centre du bourg. Ultérieurement, l'embranchement fut utilisé par l'entreprise Eclancher & Cie
- À Neuilly-en-Thelle (autorisé le 20 octobre 1898) le raccordement de l'usine à gaz de la commune et (autorisé le 8 janvier 1912) la briqueterie de M. Granger.
- près de la halte du Tillet, au PK 19,148 (autorisé le 16 juin 1892), pour l'implantation d'une voie provisoire desservant une carrière de terre pour l'entreprise de M. Bordat (marchand de bois et fabricant de briques et poteries)
- en gare de Noailles, au PK 26,245 (autorisé le 21 mai 1880) pour l'entreprise de maçonnerie de M. Thomas Bellon, qui deviendra en 1913 la maison Rigault puis en 1930 Aubry.
- En gare d'Hermes, pour l'entreprise Lecomte. Cet embranchement particulier était desservi, dans un premier temps par une plaque tournante sur la voie du HB mais dotée du double écartement, voie normale et voie métrique. Cette installation inhabituelle a été remplacée le 25 juin 1917 par un simple croisement. Une plaque tournante à voie métrique fut installée à une cinquantaine de mètres de l'installation d'origine.

À noter que la briquèterie La céramique de M. Simon disposait d'une voie ferrée type Decauville à voie de 60 cm qui croisait la voie métrique du HB au PK 1,1450. Une autre voie de 60, celle d'un chemin de fer betteravier, arrivait à la station du Mesnil-en-Thelle où elle croisait la voie du HB. Des mesures de sécurité particulières étaient mises en œuvre pour éviter les collisions entre les deux lignes.

## Exploitation
L'exploitation de la ligne comprenait, jusqu'à la Première Guerre mondiale, 5 trains par jour dans les deux sens. En 1900, les trains mettaient 76 à 80 minutes pour effectuer les 32 km de la ligne… Compte tenu des correspondances, un voyageur de Neuilly-en-Thelle prenant le train à 6h49 parvenait à la Gare du Nord à 8h35, ou, en partant à 8h09, parvenait à Beauvais à 9h51 ou à Creil à 9h52.

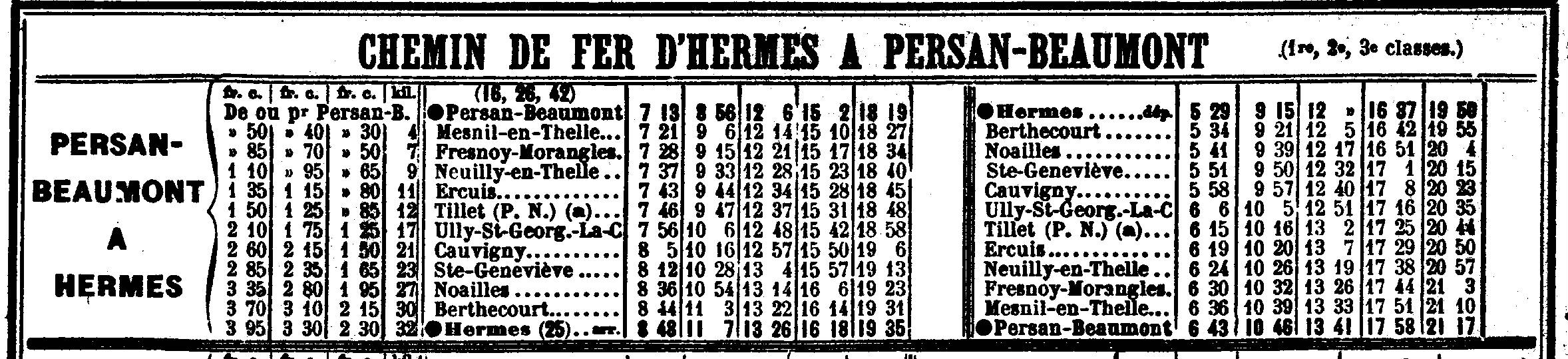
Horaires de la ligne en mai 1914, juste avant le déclenchement de la Première Guerre mondiale
Cliquer sur l'image pour l'agrandir

Pendant la Première Guerre mondiale, le service fut interrompu du 3 au 18 septembre 1914, puis repris avec deux trains par jour.
Après la guerre, le service reprend avec 4 trains journaliers, plus deux navettes, une sur le parcours Persan-Beaumont - Neuilly et l'autre de Neuilly à Hermes.
En 1934, la ligne reçoit deux autorails, et le service comprend, jusqu'à la Seconde Guerre mondiale, 4 trajets journaliers plus une ou deux navettes aller-retour entre Persan-Beaumont et Neuilly-en-Thelle.

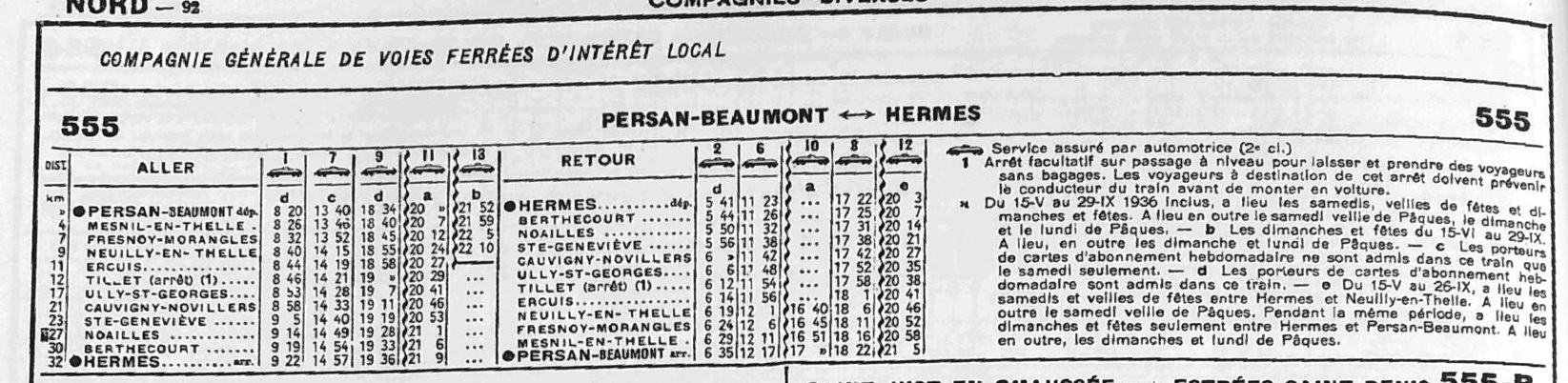
Horaires du service d'hiver 1936. Il ne faut plus qu'une heure environ pour parcourir la ligne, avec la mise en place des autorails.

Pendant la Seconde Guerre mondiale, en raison de la pénurie de produits pétroliers, le service n'est plus assuré que par trains à vapeur, avec un minimum d'un convoi par jour.
De 1947 à 1949, le service autorail reprend avec 3 trains par jour et deux navettes aller-retour Persan-Beaumont - Neuilly-en-Thelle, mais, en 1949, le tronçon Ercuis - Hermes est fermé, et le service comprend 4 autorails par jour plus deux navettes aller-retour Persan-Beaumont - Neuilly-en-Thelle. Il faut alors 19 ou 20 minutes pour relier Persan-Beaumont à Neuilly-en-Thelle, et 34 minutes pour la totalité de la ligne, jusqu'à Ercuis.
En 1881, la ligne transporta 97 822 vayageurs, dont 24 239 de Noailles, 20 555 de Neuilly-en-Thelle, 12 023 de Saint-Geneviève et 10 436 d'Ercuis.
Peu de données nous sont parvenues sur l'importance du trafic marchandises de la ligne, qui concernait essentiellement le transport de betteraves, lait, pommes de terre, matériaux de construction, engrais, fumier, etc. On peut toutefois noter qu'en 1900 fut approuvé un tarif commun entre la Compagnie des chemins de fer du Nord et celle du Hermes à Beaumont pour le transport à prix réduits des légumes frais. De même, en 1913, un tarif spécial s'appliquait au transport du lait en pots métalliques, par wagon de 2 500 kg, des gares de la ligne HB jusqu'à la gare de Paris-La Chapelle, ce qui implique un trafic significatif de ces marchandises. On peut néanmoins mentionner qu'en 1913, le chemin de fer transporta 176 tonnes de marchandises au tarif de grande vitesse, et 33 tonnes au tarif petite vitesse.

## Ambulant postal

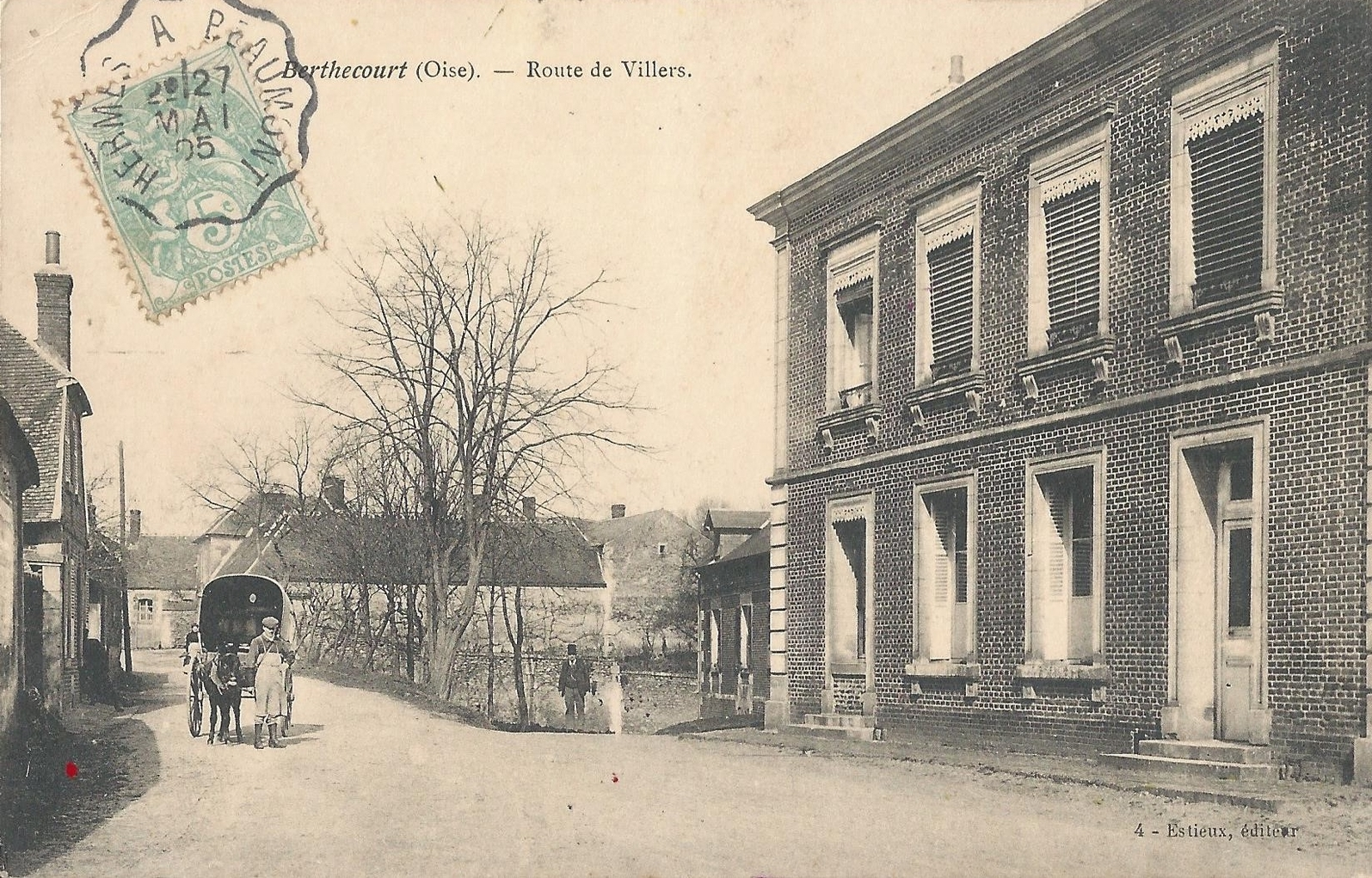
Carte postale comportant le timbre à date crénelé d'ambulant postal sur la ligne de Hermes à Beaumont daté du 27 mai 1905.

Un service d' ambulant postal a fonctionné sur cette ligne avant la guerre 14. Les lettres étaient déposées dans les gares et, dans le train, un employé oblitérait le courrier avec un timbre à date rond à créneaux, typique des cachets d'ambulants postaux français du début du XXè siècle.

## Matériel roulant

### Locomotives à vapeur
- 4 locomotives 031T no 1 à 4, de 17,650 tonnes (23,7 T en ordre de marche) fournies par Koechlin en 1878-1879. 
La locomotive no 4 fonctionna jusqu'à la fin de la ligne en 1958
- 1 locomotive type 030T no 46 de 18 tonnes (22,5 T en ordre de marche) fournies par Pinguely en 1900 à la Compagnie du Chemin de Fer d'Anvin à Calais sous le no 9, puis transférée sur la ligne Aire-sur-la-Lys - Berck-Plage ou elle portait le no 46 (N° chez le constructeur : 100)
Cette machine fut mutée sur la ligne HB en 1948, puis retirée du service en 1948[8],[9].

### Autorails
| Illustration | Modèle ou type | N/O* | Nombre** | Numéros | En service provenance si occasion | Hors service destination | Remarques |
| ------------ | -------------- | ---- | -------- | ------- | --------------------------------- | ------------------------ | --------- |
|              | Type 401       | N    | 2 (4)    | 411-412 | 1936                              | 1959                     |           |

* neuf ou d'occasion.
** nombre affecté sur le réseau ou la ligne (nombre que compte la série de véhicules).

### Matériel remorqué
- 8 voitures à voyageurs à essieux (1,2 et 3 classe) fournies par Dyle & Bacalan en 1879, longues de 8,5 m. et larges de 2,66 m..
Elles furent retirées du service en 1944.
- 3 voitures à bogies construites en 1912/1913 par Decauville pour le Noyon - Guiscard - Lassigny (Réseau départemental de l'Oise) et mutées sur le HB en 1946, longues de 12,910 m., larges de 2,3 m. et pesant 14,3 tonnes, elles disposaient de 52 places.
- 1 voiture à essieux (ex Chemins de fer de l'Yonne), longues de 7,840 m., de 20 places et pesant 5 tonnes, souvent utilisée comme remorque d'autorail.
- 3 fourgons à bagages à essieux
- 83 wagons de marchandises à essieux (Wagons couverts, tombereaux et plats)[4].

## Situation actuelle
L'emprise de la voie est, pour une très large part, préservée, et a été transformé en voie pour cheminements doux. Certains souhaitent en faire un maillon de l'avenue verte London-Paris dont la réalisation est envisagée en 2012.
La plupart des bâtiments des stations subsistent en 2010, mais sont souvent devenues des habitations. La gare d'Ercuis est devenue la bibliothèque et la salle des fêtes de la commune.
Les autorails 411 et 412 appartiennent désormais au Chemin de fer de la baie de Somme, mais sont réduits à l'état d'épaves.